# Ripley (Tennessee)
Ripley település az Amerikai Egyesült Államok Tennessee államában, Lauderdale megyében, melynek megyeszékhelye is. Lakosainak száma 7800 fő (2020. április 1.).

## Népesség
A település népességének változása:

| 2010 | 8 445 |
| 2020 | 7 800 |